# Anna von Gersdorff-Obolensky
Anjuta (Anna) Gersdorff-Obolensky, född (ryska: Оболенский: Obolenskij, eg. Obolenskaja) 25 augusti 1898 i Sankt Petersburg i Kejsardömet Ryssland, död 14 januari 1973 i Stockholm,   var en svensk baronessa och målare.
Hon var dotter till furst Alexis Obolensky och prinsessan Elisabeth Soltykoff samt från 1921 gift med vice konsuln baron Nicolai von Gersdorff och mor till Elisaveta von Gersdorff Oxenstierna. Hon fick under åren 1910–1918 privatlektioner i målning. På 1920-talet emigrerade hon till Tyskland där hon studerade vid en privat målarskola i Dresden 1931–1933. Hon flyttade till Sverige 1945 och medverkade i ett flertal svenska samlingsutställningar; separat ställde hon ut på Stockholms Lyceumklubb 1950. Hennes konst består av blomsterstilleben, porträtt, interiörer och landskap. Hon är begravd på Skogskyrkogården i Stockholm.